# Drugi rząd Ludwiga Erharda
 Drugi rząd Ludwiga Erharda – 26 października 1965 do 30 listopada 1966.
| Funkcja                                                                   | Imię i nazwisko                                                                        | Partia  |
| ------------------------------------------------------------------------- | -------------------------------------------------------------------------------------- | ------- |
| Bundeskanzler - Kanclerz Federalny                                        | Ludwig Erhard                                                                          | CDU     |
| Stellvertreter des Bundeskanzlers - Wicekanclerz Federalny                | Erich Mende (do 28 października 1966) Hans-Christoph Seebohm (od 28 października 1966) | FDP CDU |
| Minister spraw zagranicznych                                              | Gerhard Schröder (polityk CDU)                                                         | CDU     |
| Minister spraw wewnętrznych                                               | Paul Lücke                                                                             | CDU     |
| Minister sprawiedliwości                                                  | Richard Jaeger                                                                         | CSU     |
| Minister finansów                                                         | Rolf Dahlgrün (do 28 października 1966) Kurt Schmücker (od 28 października 1966)       | FDP CDU |
| Minister gospodarki i technologii                                         | Kurt Schmücker                                                                         | CDU     |
| Minister rolnictwa, polityki żywnościowej i ochrony konsumentów           | Hermann Höcherl                                                                        | CSU     |
| Minister do spraw wewnątrzniemieckich                                     | Erich Mende (do 28 października 1966) Johann Baptist Gradl (od 28 października 1966)   | FDP CDU |
| Minister pracy i polityki społecznej                                      | Hans Katzer                                                                            | CDU     |
| Minister obrony                                                           | Kai-Uwe von Hassel                                                                     | CDU     |
| Minister transportu i budownictwa                                         | Hans-Christoph Seebohm                                                                 | CDU     |
| Minister poczty i telekomunikacji                                         | Richard Stücklen                                                                       | CSU     |
| Minister ds. wypędzonych, uciekinierów i poszkodowanych przez wojnę       | Johann Baptist Gradl                                                                   | CDU     |
| Minister spraw federalnych i stanowych                                    | Alois Niederalt                                                                        | CSU     |
| Minister ds. zagospodarowania przestrzennego, budownictwa i rozwoju miast | Ewald Bucher (do 28 października 1966) Bruno Heck (od 28 października 1966)            | FDP CDU |
| Minister ds. badań naukowych                                              | Gerhard Stoltenberg                                                                    | CDU     |
| Minister do spraw młodzieży, rodzin i zdrowia                             | Bruno Heck                                                                             | CDU     |
| Minister skarbu państwa                                                   | Werner Dollinger                                                                       | CSU     |
| Minister zdrowia                                                          | Elisabeth Schwarzhaupt                                                                 | CDU     |
| Minister ds. współpracy gospodarczej i rozwoju                            | Walter Scheel (do 28 października 1966) Werner Dollinger (od 28 października 1966)     | FDP CSU |
| Minister spraw federalnej Rady Obrony                                     | Heinrich Krone                                                                         | CDU     |
| Minister do spraw nadzwyczajnych-szef Kancelarii                          | Ludger Westrick                                                                        | CDU     |